# Otto Clauss
Otto Clauss (geboren 23. Juni 1858 in Mannheim; gestorben 5. Mai 1929 in Merseburg) war ein deutscher Geograph. 

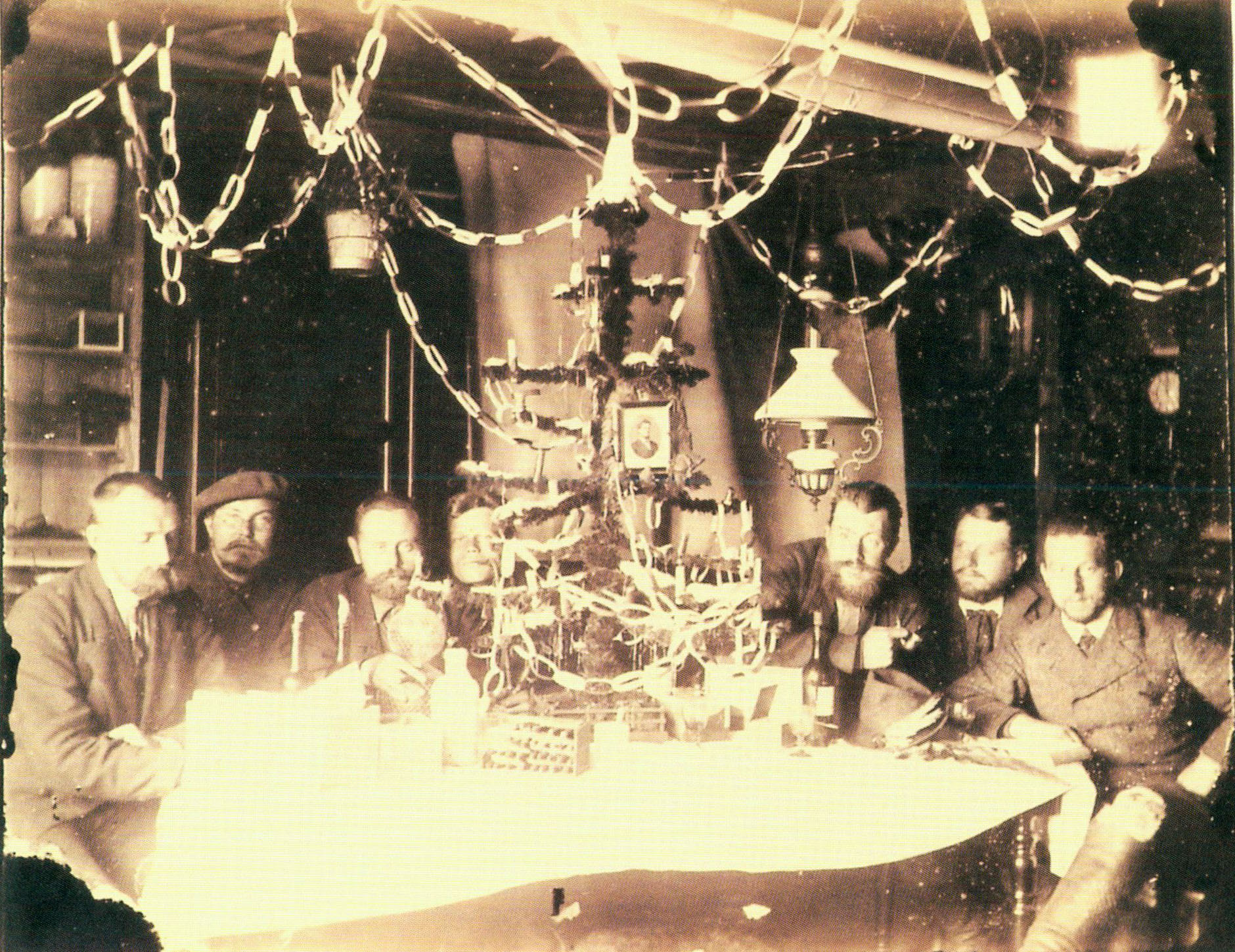
Weihnachten 1882 in der Station der Deutschen Polar-Kommission in Süd-Georgien: Schrader, Vogel, von den Steinen, Mechaniker Zschau, Ingenieur Mosthaff, Will, Clauss

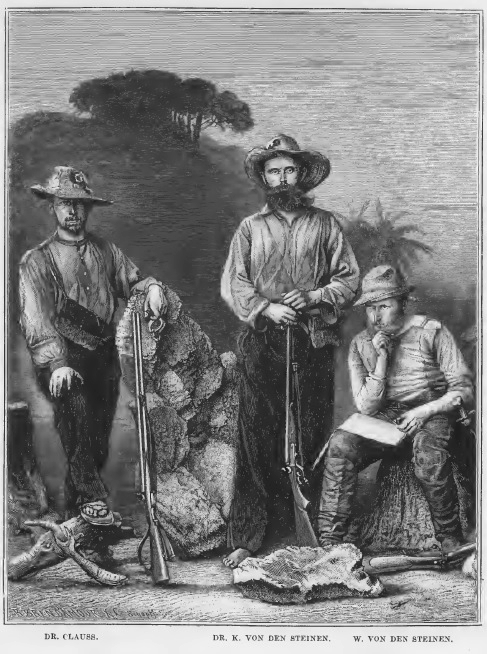
Johannes Gehrts: Otto Clauss, Karl von den Steinen, Wilhelm von den Steinen (1883)

## Leben
Otto Clauss war ein Sohn des Berg- und Hüttendirektors Carl Clauss (1828–1869) und der Elise von Süßmilch (1829– ). Ein jüngerer Bruder war der später geadelte Berufssoldat Eugen Ritter von Clauß. Clauss absolvierte 1877 das Realgymnasium Nürnberg und schrieb sich während seiner einjährigen Militärpflicht an der Ingenieursabteilung der Technischen Hochschule München ein. Danach nahm er das Studium der Physik und Mathematik an der Universität München auf und legte 1881 die Lehramtsprüfung für Mathematik und Physik ab. 1882 wurde er an der Universität Erlangen in Physik promoviert. 
Clauss nahm 1882 an einer Expedition der Südpolargesellschaft nach Südgeorgien teil. Leiter war der Astronom Carl Schrader, unter den Teilnehmern waren der Geograph und Astronom Peter Vogel (1856–1915) als sein Stellvertreter, der Arzt Karl von den Steinen, Hermann Will als Botaniker, der Maler und Ingenieur Eugen Mosthaff und der Mechaniker Adolf Zschau. 
Bei der Rückreise nach Europa verließen Clauss und von den Steinen die Gruppe und unternahmen in Brasilien zusammen mit dem Zeichner Wilhelm von den Steinen eine Expedition auf dem bis dahin noch weitgehend unerforschten Xingú (Schingú). Im Februar 1885 kehrten sie nach Deutschland zurück. In Anerkennung seiner Teilnahme an der Xingú-Expedition erhielt er den brasilianischen Rosenorden. 
Clauss wurde 1886 mit einer Schrift über die Xingú-Erforschung an der Universität München für Geographie habilitiert und zum Privat-Dozenten ernannt. Er erhielt 1886 die Carl-Ritter-Medaille.
Im Jahr 1888 wurde er als Lehrer an der Realschule in Nördlingen angestellt. Er heiratete 1891 Luise Starke (1857–1921). Clauss war dann als Lehrer in Frankenthal tätig und war von 1904 bis 1920 Rektor der Realschule in Wunsiedel. 1922 zog er nach Merseburg.

## Schriften (Auswahl)
- Über den Einfluß von Temperaturänderungen auf den Magnetismus des galvanischen Eisens. Diss. Univ. Erlangen 1882
- Die Schingú-Expedition. Verhandlungen der Gesellschaft für Erdkunde zu Berlin 12 (1885), S. 503–513
- Bericht über die Schingú-Expedition im Jahre 1884. Petermanns Mitteilungen 32 (1886), S. 129–134, 162–171 Habil. Univ. München 1886
- Spezialkarte des Schingústromes nach den Aufnahmen und Ortsbestimmungen. Gotha : Justus Perthes, 1886
- Ansprache bei der Schulfeier anläßlich des 70. Geburtstages Seiner Majestät König Ludwigs III. Wunsiedel : Beer 1915